# Malcolm Stevenson
Sir Malcolm Stevenson KCMG (* 15. März 1878 in Lisburn auf Irland; † 27. November 1927 auf den Seychellen) war ein britischer Kolonialverwalter. Er diente als Gouverneur von Zypern und später als Gouverneur der Seychellen.

## Leben
Stevenson wurde in Lisburn geboren und am Methodist College Belfast sowie am Trinity College Dublin ausgebildet, an dem er 1901 seinen Abschluss machte. Im selben Jahr trat er in den Ceylon Civil Service ein und stieg bis Mai 1911 zum Zweiten Assistenten des Kolonialsekretärs auf. Von Dezember 1912 bis Oktober 1913 war er dem Colonial Office in London zugeteilt, kehrte jedoch anschließend nach Ceylon zurück, wo er Privatsekretär des Gouverneurs von Ceylon, Robert Chalmers, wurde. 1914 heiratete er Chalmers’ Tochter Mabel, und 1915 wurde er zum Ersten Assistenten des Kolonialsekretärs befördert.
Im Mai 1917 wurde Stevenson zum Kolonialsekretär von Zypern ernannt. In dieser Funktion leitete er die Regierung von November 1918 bis August 1920, als er zum Hochkommissar von Zypern ernannt wurde. Im Mai 1925, als Zypern den Status einer Kronkolonie erhielt, wurde er zum ersten Gouverneur von Zypern ernannt, ein Amt, das er bis November 1926 innehatte. Im Mai 1927 wurde er zum Gouverneur der Seychellen ernannt, starb jedoch plötzlich nur sechs Monate später.
Stevenson wurde in den New Year Honours 1920 zum Companion des Order of St Michael and St George (CMG) ernannt und in den Birthday Honours 1923 zum Knight Commander des Order of St Michael and St George (KCMG) erhoben.
Er starb am 27. November 1927 auf den Seychellen.